# Acantholyda laricis
Acantholyda laricis är en stekelart som först beskrevs av Giraud 1861.  Acantholyda laricis ingår i släktet Acantholyda, och familjen spinnarsteklar. Arten har ej påträffats i Sverige.